# Ruth Olate
Ruth Olate Moreno (Santa Juana, 14 de septiembre de 1959-Santa Juana, 22 de octubre de 2024) fue una dirigenta social, conferencista y activista por los derechos de las trabajadoras chilena. Fue la presidenta del Sindicato de Trabajadoras de Casa Particular (Sincatrap) entre 2008 y 2018. Desde allí promovió la discusión que culminó en la aprobación de un convenio internacional de la Organización Internacional del Trabajo (OIT), la ratificación de Chile del Convenio 189 de la OIT y la aprobación de la Ley 20.786, que regula las condiciones laborales de las trabajadoras domésticas en Chile.

## Biografía
Nació en la localidad de Santa Juana, en la Región del Biobío, en el seno de una familia de siete hermanos. Su familia trabajaba en el fundo Tanahuillín bajo el sistema de inquilinaje, hasta que su padre murió y tuvieron que trasladarse al pueblo.
A los 12 años empezó a trabajar como empleada doméstica puertas adentro en la casa del dentista del pueblo. Las labores que realizó eran lavar ropa con escobilla, calentar agua en un tarro, tender la ropa, planchar, limpiar, hacer comida y cuidar a los cuatro niños de la familia.
A los 17 años se trasladó a Antofagasta con nuevos patrones, y luego a Santiago, con otra familia, donde sufrió diversos abusos laborales.
En 2005, en uno de sus viajes al sur con sus empleadores, conoció a un grupo de mujeres de Osorno que se dedicaban a lo mismo que ella y que quisieron formar un grupo para conocerse e igualar las brechas por ciudad; esto despertó su interés por el aspecto asociativo.
En 2006, renunció y no volvió a ejercer más como empleada doméstica.
En 2015 le diagnosticaron cáncer de mama, metastaseando en un cáncer óseo. En 2019, y debido al avance de su enfermedad, renunció a su rol como dirigenta en Sincatrap y regresó a vivir a Santa Juana, junto a su hermana y su sobrina.
En 2020 presentó su candidatura independiente por el distrito 20 a la Convención Constitucional, no saliendo electa.
Falleció el 22 de octubre de 2024 debido al cáncer que la afectaba.

## Vida sindical
En 2006, se unió a Sintracap, tras un corto paso ANECAP, otra organización que promueve los derechos de las trabajadoras domésticas con la ayuda de la Iglesia Católica y donde tuvo problemas con el coordinador del grupo. Fue electa presidenta del Sintracap en 2008, rol en que fue reelecta por cinco ocasiones consecutivas, hasta 2018.
En 2013 fue electa presidenta de la Federación Nacional de Sindicatos de Trabajadoras de Casa Particular de Chile (FESINTRACAP) y en 2017 se integró como secretaria de la Confederación Latinoamericana y del Caribe de Trabajadoras del Hogar.
Como dirigenta, se involucró en la propuesta de la Ley 20.786, que pretendía regular las condiciones laborales de las trabajadoras domésticas en Chile, particularmente: mejoras salariales, disminución de la jornada laboral, contratos legales y descansos irrenunciables.También fue portavoz de la comunidad de trabajadoras domésticas en los medios de comunicación y frente a diversas autoridades políticas en Chile y en América Latina.

## Vida política
En 2015 fue convocada por el gobierno de Michelle Bachelet para integrar el Consejo de Observadores Ciudadanos.
En 2020 se presentó como candidata independiente con apoyo del PRO a la Convención Constituyente por el distrito 20, correspondiente a las comunas de Chiguayante, Concepción, Coronel, Florida, Hualpén, Hualqui, Penco, San Pedro de la Paz, Santa Juana, Talcahuano, Tomé, en la Región del Biobío. No resultó electa.